# Ujjain
Ujjain (Hindi:उज्जैन, in urdu اوجین‎?, altrimenti conosciuta come Ujain, Ujjayini, Avanti, Avantikapuri) è una suddivisione dell'India, classificata come municipal corporation, centrale di 429.933 abitanti, capoluogo del distretto di Ujjain e della divisione di Ujjain, nello Stato federato del Madhya Pradesh, a est del fiume Shipra. In base al numero di abitanti la città rientra nella classe I (da 100.000 persone in su).
L'antica città è una delle quattro sante sedi del Kumbh Mela che ha qui luogo ogni 12 anni e richiama in tale occasione milioni di fedeli per il bagno rituale ai numerosi ghat del fiume Shipra che Ujjain ospita.

## Geografia fisica
La città è situata a 23° 10' 60 N e 75° 46' 0 E e ha un'altitudine di 490 m s.l.m., situata sull'altopiano di Malwa.
La vegetazione è quella tipica delle aride regioni del subcontinente, dove il suolo nella stagione estiva si trasforma inevitabilmente in una distesa di terra scura e spoglia di flora.
Il territorio, che presenta varie pozze d'acqua per via del vicino bacino fluviale, rinvigorisce però durante la stagione fresca riaccendendo la città e specialmente le sue periferie.
Le coltivazioni che circondano il centro abitato sono, a causa della temperatura estiva che raggiunge abitualmente i 45 gradi, per la maggior parte di soia e grano.

## Storia
Situata lungo un'antica via percorsa da mercanti e carovane, Ujjain vanta una storia insigne le cui origini si perdono nella notte dei tempi. I primi riferimenti storici sono da riferirsi ai tempi del Buddha storico quando essa era la capitale del regno di Avantī.
Per questo motivo la città era anche conosciuta con l'appellativo di Avantika.
Ujjain conobbe un periodo di grande floridezza al tempo della dominazione del Regno Magadha, specialmente sotto il governo del padre dell'imperatore Ashoka, Bindusara. Si ritiene che fosse stata residenza ufficiale dello stesso Ashoka finché a lui spettò il comando delle regioni occidentali del regno.
In seguito l'imperatore Chandragupta II ne fece il più fervente centro culturale del suo potere a discapito della capitale effettiva, Pataliputra.
Durante il VI e VII secolo Ujjain fu un importante centro per lo sviluppo di scienze matematiche a astronomiche.
Con il declino della dinastia Gupta e l'ascesa dei Parmara, Ujjain si trovò al centro di grandi tumulti scatenati per il controllo della regione del Malwa; così finì per divenire parte dei possedimenti dei sovrani di Mandu.
Ujjain fu invasa dalle forze del Sultanato di Delhi, sotto il comando del Sultano Iltutmish, nell'anno 1235. Questo evento portò alla distruzione dei numerosi templi che riempivano la città, già da molte centinaia di anni centro religioso, oltre che culturale.
Dopo la disgregazione dell'impero Moghul il maharaja Jai Singh, la cui fama era legata alla città di Jaipur, divenne governatore del Malwa.
Sotto la sua amministrazione furono costruiti un osservatorio di grande notorietà e diversi templi.
Alla sua morte la città conobbe un nuovo periodo di disordini. Il territorio divenne dunque distretto del dominio dei sovrani maratha prima che in particolare il leader maratha Ranoji Scindia ne assumesse nel 1750 il potere diretto.

Quando nel 1810 i sovrani della sua dinastia trasferirono la capitale a Gwalior, Ujjain subì un rapido declino. Dopo l'indipendenza indiana il reggente Scindia annetté i propri possedimenti alla neonata India e la città divenne parte della regione amministrativa del Madhya Bharat; dal 1956 il Madhya Bharat assunse una dimensione più precisa e cambiò il nome in Madhya Pradesh.

## Società

### Evoluzione demografica
Al censimento del 2001 la popolazione di Ujjain assommava a 429.933 persone, delle quali 223.745 maschi e 206.188 femmine. I bambini di età inferiore o uguale ai sei anni assommavano a 54.262, dei quali 28.488 maschi e 25.774 femmine. Infine, coloro che erano in grado di saper almeno leggere e scrivere erano 311.336, dei quali 175.701 maschi e 135.635 femmine.

### Tempio Mahakaleshwar

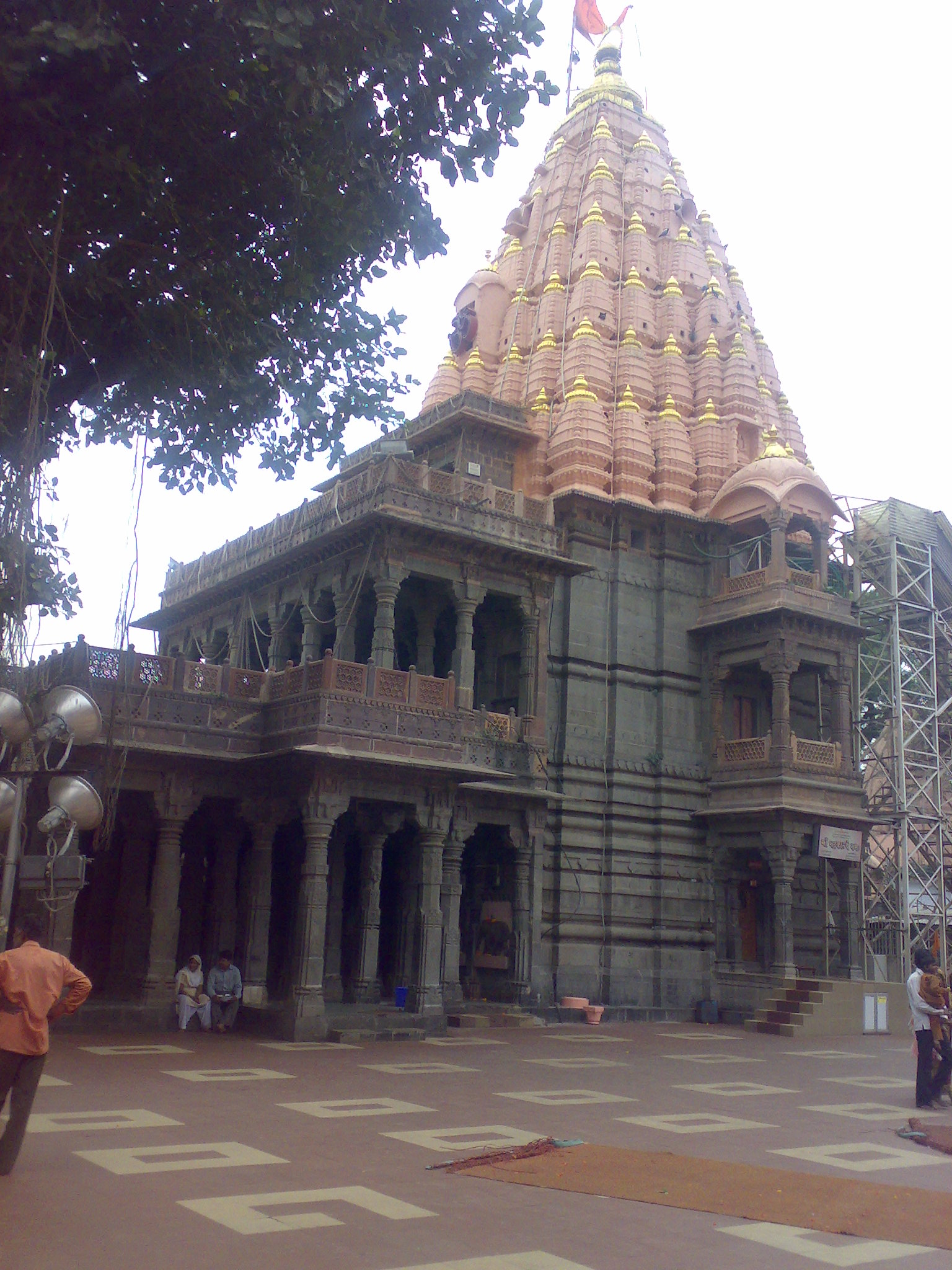
Il tempio Mahakaleshwar

## Monumenti e luoghi d'interesse

### Tempio Gopa
Ha all'ingresso porte d'argento di mirabile fattura, che si ritiene siano quelle del tempio di Somnath, asportate da Mahmud di Ghazna quando saccheggiò il tempio stesso nel 1206.

### Biblioteca
La biblioteca di Ujjain vanta una vasta collezione di preziosi manoscritti, tra cui è conservata anche una copia del rarissimo Agastya Samhita, o codice Agastya, uno dei Pāñcarātra.